# Čeradice
Čeradice település Csehországban, Lounyi járásban. Čeradice Libočany, Podbořany, Žatec és Nové Sedlo településekkel határos. Lakosainak száma 319 fő (2024. január 1.).

## Népesség
A település lakosságának változását az alábbi diagram mutatja:
| Lakosok száma | 694  | 747  | 812  | 391  | 261  | 245  | 309  | 310  | 314  | 319  |
|               | 1869 | 1890 | 1921 | 1950 | 1980 | 2001 | 2017 | 2019 | 2022 | 2024 |